# Kea (ostrov)
Kea (druhý pád Keas, řecky Κέα) patří k ostrovům souostroví Kyklady v Řecku. Tvoří zároveň stejnojmennou obec o rozloze 131,693 km² včetně ostrova Makronisos . Nejvyšším bodem je Profitis Ilias s nadmořskou výškou 568 m.

## Obyvatelstvo
V roce 2011 žilo na ostrově 2455 obyvatel. Celý ostrov tvoří jednu obec, jednu obecní jednotku a dvě komunity, které se skládají z jednotlivých sídel, tj. měst a vesnic. V závorkách je uveden počet obyvatel jednotlivých komunit.
- Obec a obecní jednotka Kea 2455 — Ioulida (1406), Korissia (1049).